# MagicDraw UML
MagicDraw UML  es una herramienta CASE desarrollada por No Magic. La herramienta es compatible con el estándar UML 2.3, desarrollo de código para diversos lenguajes de programación (Java, C++ y C#, entre otros) así como para modelar datos. La herramienta cuenta con capacidad para trabajar en equipo y es compatible con las siguientes IDEs:
- Sun Java Studio 8.
- Borland CaliberRM 6.0, 6.5 herramienta de requisitos.
- Oracle Workshop 8.1.2.
- E2E Bridge 4.0
- IntelliJ IDEA 4.X or later.
- NetBeans 6.X or later.
- Eclipse 3.1 o superior (versión Java).
- IBM Rational Application Developer
- Borland JBuilder 8.0, 9.0, X, 2005, 2006, 2007
- Built-in CVS interfaz para almacenar archivos de proyectos.
- Integración con herramientas MDA: Compuware' OptimalJ, AndroMDA, Interactive Objects' ArcStyler, openArchitectureWare, E2E Bridge, y Mia-Software Tools.

## Plug-ins
MagicDraw cuenta con plug-ins para:
- SysML para Ingeniería de sistemas
- UPDM/DoDAF/MODAF para modelar Enterprise Architecture
- Trabajar con IBM Rational RequisitePro y DOORS para la gestión de requisitos